# بیگ بنگ (گروه موسیقی)
بیگ بنگ (به کره‌ای: 빅뱅، به انگلیسی: BIGBANG) گروه موسیقی پسرانهٔ اهل کرهٔ جنوبی و تحت مدیریت کمپانی موسیقی وای‌جی انترتینمنت است. این گروه در سال ۲۰۰۶، به همراه ۵ عضو خود، جی دراگون، تی.اُ. پی، ته‌یانگ، ده‌سونگ و سونگ‌ری شکل گرفت.
این گروه در داشتن موسیقی منحصر به فرد و استایل فوق‌العاده در فشن شهرت دارند. اعضای گروه همگی در ساخت و آهنگسازی آهنگ‌های خودشان نقش دارند، به خصوص لیدر گروه، جی دراگون، که موجب شده تمام منتقدین عرصهٔ موسیقی، این گروه را تحسین کنند. از بیگ بنگ به عنوان «پادشاهٔ کی-پاپ» یاد می‌شود.
شهرت این گروه با آهنگ موفقشان Lies بالا گرفت که این آهنگ در ردهٔ اول تمامی چارت‌های موسیقی به مدت هفت هفته متوالی قرار داشت. آلبوم‌های منتشر شدهٔ بعدیشان Hot Issue و Stand Up نیز موفقیت بالایی داشتند که دربردارندهٔ آهنگ‌های موفقی چون Last Farewell و Haru Haru بودند.
نقطهٔ عطف فعّالیت‌های گروه انتشار ترانهٔ موفّق «دروغ‌ها» بود. این ترانه به مدّت ۷ هفتهٔ پیاپی در صدر جداول موسیقی کره جای داشت. پس از آن، انتشار آلبوم‌های چندآهنگهٔ «موضوع داغ» و «برخیز»، موفقیّت‌های بیشتری را برای گروه به ارمغان آورد و زمینه‌ای برای انتشار ترانه‌های موفّقی همچون «آخرین بدرود» و «هارو هارو» شد. بیگ بنگ از سال ۲۰۰۷ تا ۲۰۰۸، جوایزی همچون «بهترین گروه مرد»، «بهترین ترانهٔ سال»، «هنرمند سال» و «جایزهٔ برترین» را در جشنوارهٔ جوایز موسیقی سئول از آن خود کرد.
از سال ۲۰۰۷ تا سال ۲۰۰۸، بیگ بنگ جایزه‌های بسیاری را دریافت کرد، از جمله «بهترین گروه مرد»، «بهترین آهنگ سال»، «بهترین هنرمند سال» و همین‌طور جایزهٔ گرند موسیقی سئول.
از سال ۲۰۰۹ تا ۲۰۱۰ بیگ بنگ فعالیت‌های خودشان را در ژاپن نیز گسترش دادند و در رأی‌گیری‌ها به عنوان اولین گروه کره‌ای انتخاب شدند که ژاپنی‌ها دوست دارند بیشتر نظاره‌گر آن‌ها باشند. آن‌ها اولین گروه خارجی بودند که جایزهٔ گروه تازه‌وارد را از شبکهٔ ژاپن و جایزهٔ هنرمند تازه‌وارد را از MTV ژاپن دریافت کردند. هم‌زمان با فعالیت‌های گروهی خودشان در ژاپن، اعضا فعالیت‌های تکی خودشان را نیز آغاز کردند.
جی دراگون، ته یانگ، ده سونگ و سونگری آلبوم‌های تکی خود را منتشر کردند. جی دراگون و تاپ نیز با همکاری یکدیگر تحت عنوان GD&TOP آلبومی را منتشر کردند. سونگری و ده سونگ هر دو در سریال و موزیکال نقش داشتند. تاپ نیز با بازی در یک فیلم مورد تحسین همگان قرار گرفت. همچنین ده سونگ در بسیاری از برنامه‌های تلویزیونی پر طرفدار نقش پر رنگی داشته‌است.
بعد از تقریباً دو سال وقفه در کره، بیگ بنگ بالاخره در سال ۲۰۱۱ آلبوم موفق دیگری را با عنوان Tonight منتشر کرد. هر چند مدت زمان اجرا برای این آلبوم متوقف شد، به دلیل پاره‌ای از مسائل حقوقی و قانونی که اعضا با آن مواجه شدند. در نوامبر ۲۰۱۱ بیگ بنگ به نمایندگی از منطقهٔ آسیا و اقیانوس آرام، برندهٔ جایزهٔ جوایز موسیقی ام‌تی‌وی اروپا اشد، بعد از ۶ ماه این اولین بار بود که اعضای گروه در کنار یکدیگر دیده می‌شدند. در ۲۰۱۲، بیگ بنگ پنجمین مینی آلبوم خودشان را با عنوان Alive, در کره و ژاپن منتشر کردند، این مینی آلبوم قبل از شروع اولین تور جهانیشون که در ۲۰۱۲ انجام شد منتشر شد.
گروه بین سال‌های ۲۰۰۹ تا ۲۰۱۰، فعّالیت‌های خود را در ژاپن نیز گسترش داد. بیگ بنگ اوّلین گروه خارجی بود که تندیس «بهترین تازه‌کار» را از ایستگاه پخش ماهواره‌ای ژاپن و «بهترین هنرمند تازه‌وارد» را از ام‌تی‌وی ژاپن دریافت کرد.

در میانهٔ فعّالیت‌های ژاپن، فعّالیت‌های تکی اعضاء آغاز شد. ته‌یانگ، جی دراگون و سونگ‌ری هریک آلبوم تک‌نفرهٔ خود را منتشر کردند. جی-دراگون همچنین به همراه تی.اُ. پی، زیرگروه «جی‌دی اند تاپ» را تشکیل داد. سونگ‌ری و ده‌سونگ در سریال‌ها و موزیکال‌ها به ایفای نقش پرداختند. قدرت بازیگری تی.اُ. پی تحسین همگان را برانگیخت. ده‌سونگ نیز مجری‌گری چندین برنامهٔ پربینندهٔ تلویزیونی را بر عهده گرفت.

## ۲۰۰۵–۲۰۰۶
قبل از معرفی گروه، بعضی از اعضا در عرصهٔ موسیقی معرفی شده بودند. جی دراگون و ته یانگ اولین کسانی بودند که زیر نظر شرکت بزرگ YG در ۱۱ سالگی کارآموز شدند. آن‌ها در موزیک ویدئوی A-YO گروه جینوشان به عنوان ورژن بچهٔ آن‌ها ایفای نقش کردند. با تجربهٔ حضور در موزیک ویدئوی هیپ هاپ، هر دو بچه تصمیم گرفتند که وارد شرکت YG شوند، با اینکه حتی در ابتدا از طرف شرکت رد شدند. این دو نفر با اسم GDYB دو آهنگ منتشر کردند، و گاهی اوقات در آهنگ‌ها و موزیک ویدئوهای دوستان هم شرکتی خود مثل ویسونگ، گومی، ماستا وو و سِوِن همکاری داشتند. یکی از معروف‌ترین آهنگ آن‌ها Unfold to Higher Place بود که با همکاری پِری و گومی منتشر شده بود. جی دراگون همچنین در فعالیت‌های گروهی شرکت وای جی که همهٔ اعضای شرکت بودند نیز حضور پیدا می‌کرد. این دو کارآموز جوان تصمیم داشتند که به همراه یکدیگر آلبوم منتشر کنند، اما توسط شرکت کنار گذاشته شدند تا به عنوان اعضای یک گروه بزرگ‌تر معرفی شوند.
تاپ به عنوان یک رپر زیرزمینی با اسم Tempo فعالیت داشت. یکی از معروف‌ترین آهنگ‌های وی در آن زمان Buckwild نام داشت که با همکاری NBK Gray بود. جی دراگون با تاپ که یکی از دوستای دوران بچگی او بود تماس گرفت و او را از عضوگیری شرکت برای گروه پسر مطلع ساخت. آن دو چند دمو تهیه کردند و آن را برای یانگ هیون سوک، رئیس شرکت فرستادند که بعد از تاپ خواست تا در مصاحبه شرکت کند. با این وجود وی به دلیل داشتن اضافه وزن رد شد. اما شش ماه بعد، بعد از کم کردن وزن پذیرفته شد. گفته شده تاپ ۲۰ کیلوگرم در عرض ۴۰ روز کم کرد.
سونگری لیدر یک گروه رقص محلهٔ خود، در گوانگجو بود. او اولین بار در برنامهٔ Mnet Battle Shinhwa حضور پیدا کرد، برنامه‌ای که در آن اعضای گروه شینهوا به دنبال افرادی بودند که نسل بعدی گروه شینهوا را بسازند. مهارت کم او در خوانندگی باعث شد تا از ۴ نفر برتر کنار گذاشته شود. او بعدها برای شرکت وای جی مصاحبه داد و به عنوان کارآموز پذیرفته شد، اما در مستند بیگ بنگ، مشخص شد که او در وضعیت خوبی برای ماندن در گروه، قرار نداشت، اما بعدها، او یانگ هیون سوک را تحت تأثیر قرار داد و ماندگار شد. در آن زمان سونگری با یکی دیگر از کارآموزها به نام هیون سونگ (عضو گروه Beast) که از بیگ بنگ کنار گذاشته شد در رقابت بود. هیون سونگ با نام So-1 که در کره‌ای به معنای آرزو هست در ۱۰ قسمت از ۱۱ قسمت مستند بیگ بنگ حضور داشت اما در قسمت آخر از گروه کنار گذاشته شد چون یانگ هیون سوک این نظر را داشت که وی در آن زمان آمادگی لازم را پیدا نکرده بود و به زمان بیشتری نیاز داشت.
ده سونگ در مصاحبه قبول شد. او به داشتن مهارت فوق‌العاده بالا در خوانندگی معروف بود. او زیر نظر ویسونگ آموزش دید. قبل از معرفی بیگ بنگ، تارهای صوتی وی به دلیل فشار زیاد بر روی آن‌ها اشکال پیدا کرد.

## ۲۰۰۶–۲۰۰۷
بیگ بنگ در ۱۹ اوت ۲۰۰۶ در در سالن آرنا ژیمناستیک سئول از طریق کنسرت خانواده وای جی معرفی شد. در ۲۳ سپتامبر ۲۰۰۶ گروه اولین اجرای معرفی خودشان را در تلویزیون داشتند.
در ادامهٔ اجراهاشون اولین سینگل گروه به نام بیگ بنگ منتشر شد. این سینگل شامل آهنگ‌های We Belong Together با همراهی پارک بوم، A Fool’s Only Tears و This Love (این آهنگ برگرفته از یکی از آهنگ‌های گروه راک آمریکایی Maroon 5 است که توسط خود جی دراگون نوشته شد و به اجرا در اومد) بود. ۴۰٬۰۰۰ کپی از این سینگل به فروش رسید. دومین سینگل BIGBANG Is VIP بود که در سپتامبر منتشر شد و ۳۲٬۰۰۰ نسخه از آن به فروش رسید. آخرین سینگل آن‌ها BIGBANG 03 بود که چیزی حدود ۴۰٬۰۰۰ کپی از آن به فروش رسید. در آخر دسامبر سال ۲۰۰۶ بیگ بنگ اولین کنسرت خودشان را با عنوان The Real برگزار کردند. بعد از آن آلبوم معرفی خودشان را با عنوان Since 2007 منتشر کردند که تا آخر ماه فوریه سال ۲۰۰۷ چیزی حدود ۴۸٬۰۰۰ کپی از آن فروخته شد.

## ۲۰۰۷ – ۲۰۰۸: دستیابی به موفقیت‌های پی در پی و معرفی در ژاپن
در ۸ام فوریه ۲۰۰۷ بیگ بنگ آلبوم زندهٔ کنسرت خودشان را منتشر کردند، که ۳۰٬۰۰۰ کپی از آن تا آخر سال به فروش رسید. گروه همچنین تور Want You خودشان را در پنج شهر اینچون، دِگو، چانگ وُن، جونجو و بوسان آغاز کردند. اولین مینی آلبوم آن‌ها Always نیز در سال ۲۰۰۷ منتشر شد که موجب تحولاتی در گروه شد. در ادامهٔ ساخت و نوشتن آهنگ، گروه تصمیم گرفت که کنترل بیشتری بر روی آهنگ‌ها داشته باشند. جی دراگون کار ساخت و تنظیم بیشتر آهنگ‌ها را برای اولین مینی آلبوم بر عهده گرفت که از معروفترینش می‌توان به آهنگ Lies اشاره کرد که آهنگ اصلی آلبوم بود و سر و صدای زیادی به پا کرد، و اولین آهنگ پر طرفدار شد. از این مینی آلبوم به تنهایی ۸۷٬۰۰۰ نسخه به فروش رسید.
دومین مینی آلبوم آنها، Hot Issue در همان سال منتشر شد، که موفقیت آن‌ها با آهنگ اصلی Last Farewell ادامه پیدا کرد. این آهنگ در همهٔ چارت‌ها برای هشت هفته در صدر قرار گرفت. این آهنگ همچنین از طرف Cyworld به عنوان بهترین آهنگ ماه انتخاب شد. گفته شده بلیت‌های کنسرت BIGBANG Is Great در کمتر از ۱۰ دقیقه کاملاً به فروش رسید.
در ادامهٔ موفقیت‌ها آن‌ها با انتشار مینی آلبوم خودشان، گروه جایزه‌های بسیاری را دریافت کرد، از جمله جایزهٔ بهترین هنرمند سال و بهترین آهنگ سال از Mnet Asian Music Award سال ۲۰۰۷٫ بعد از آن، آن‌ها جایزهٔ بهترین هنرمند سال را از ۱۷امین جشنوارهٔ موسیقی سئول دریافت کردند. گروه چیزی حدود ۱۰٫۶ میلیون دلار تا آخر سال بدست آوردند.
در پایان سال ۲۰۰۷ بیگ بنگ جرأت به خرج داد و کار خودش را ورای کشور کره و به ژاپن گسترش داد. اولین شبه آلبومی که در ژاپن منتشر کردند For The World نام داشت که در سال ۲۰۰۸ منتشر شد، و بدون تبلیغ خاصی در ردهٔ دهم چارت Oricon قرار گرفت. گروه همچنین در سالن JCB در توکیو کنسرت برگزار کردند. بعد از اجراهاشون در ژاپن گروه به کره برگشت. با اینکه فعالیت‌ها گروه به دلیل کارهای تکی اعضا کمی به تعویق افتاد، سومین مینی آلبوم آن‌ها به نام Stand Up در سال ۲۰۰۸ به معرض عموم درآمد. در این آلبوم Daishi Dance و گروه راک کره‌ای No Brain نیز با گروه همکاری داشتند. از مینی آلبوم Stand Up حدود ۱۰۰٬۰۰۰ نسخه به فروش رسید و آهنگ اصلی این مینی آلبوم به نام Haru Haru به مدت ۶ هفته در صدر تمامی چارت‌ها قرار داشت، به دنبال آهنگ اصلی بقیه آهنگ‌های مینی آلبوم نیز جزو ۲۰ آهنگ برتر چارت‌ها بودند. آهنگ heaven در ردهٔ دوم، آهنگ Oh My Friend در ردهٔ نهم، A Good Man در ردهٔ ۱۲ و Lady در ردهٔ ۱۶ چارتها قرار گرفتند.
در همان موقع بیگ بنگ آهنگ ژاپنی خودشان را با عنوان Number 1 در آلبومی به همین اسم منتشر کردند و آهنگ را در برنامه‌های رادیویی و تلویزیونی به اجرا درآوردند، آلبوم در چارت روزانه Oricon در ردهٔ سوم جای گرفت. آلبوم بعدی کره‌ای آنها، Remember نیز در همان سال ۲۰۰۸ منتشر شد، که آهنگ اصلی آن Sunset Glow بود. آهنگ Strong Baby نیز به صورت تکی توسط سونگری منتشر شد. آلبوم بیش از ۲۰۰٬۰۰۰ نسخه فروش رفت. بیگ بنگ دومین جایزهٔ بهترین هنرمند سال را از Mnet Asian Music Awards در سال ۲۰۰۸ دریافت کرد. در پایان سال ۲۰۰۸، گزارش داده شد که بیگ بنگ درآمدی در حدود ۲۴٫۵ میلیون دلار داشته‌اند.

## ۲۰۰۹ – ۲۰۱۰: فعالیت‌های تکی
وقتی گروه ابتدای سال ۲۰۰۹ توقفی داشت، اعضای گروه به فعالیت‌های تکی پرداختند. آن‌ها گرد هم آمدند تا با ۲NE1 که تحت عنوان ورژن دختر بیگ بنگ قرار بود از شرکت وای جی معرفی شوند، همکاری کنند و آهنگ Lollipop را منتشر کردند. موزیک ویدئوی این آهنگ نیز برای تبلیغ منتشر شد. در اصل برای تبلیغ گوشی‌های همراه به انتشار درآمد. Lollipop در ردهٔ اول تمامی چارت‌ها قرار گرفت. بیگ بنگ همچنین سومین دیجیتال سینگل خودشان را با نام So Fresh, So Cool منتشر کردند برای تبلیغ Hite، اما سونگری به دلیل داشتن سن زیر قانونی در این تبلیغ حضور نداشت.
اولین آلبوم ژاپنی و رسمی گروه زیر نظر Universal Music در اوت ۲۰۰۹ با دو سینگل My Heaven و Gara Gara GO منتشر شد. آهنگ My Heaven ترجمه شده نسخه کره‌ای آن و نوشته شده توسط Daishi Dance بود که در ردهٔ سوم، Gara Gara Go در ردهٔ پنجم و خود آلبوم در ردهٔ سوم چارت موسیقی Oricon ژاپن قرار گرفتند.
بعد از بازگشتشون به کره، اعضا به فعالیت‌های تکی خودشان بازگشتند. در ۱۸م آگوست، جی دراگون اولین آلبوم خودش رو تحت عنوان Heartbreaker منتشر کرد.
این آلبوم جایزهٔ بهترین آلبوم سال را در جشنوارهٔ موسیقی Mnet سال ۲۰۰۹ با توجه به فروش بیش از ۲۱۰٬۰۰۰ تایی خود به دست آورد. ته یانگ دو دیجیتال سینگل با نام‌های Where U At و Wedding Dress را منتشر کرد تا تبلیغی باشد برای دومین آلبوم خودش که در سال ۲۰۱۰ وارد بازار شد. تاپ به بازیگران سریال Iris پیوست و نقش قاتلی به نام ویک را بازی کرد. ده سونگ و سونگری نیز هر دو در کارهای مختلفی فعالیت داشتند از جمله بازیگری و مجری گری. آن‌ها بعد به هم پیوستند تا آهنگ Let Me Hear Your Voice را برای تیتراژ سریال ژاپنی One Person ضبط کنند. بعدها آهنگ به صورت سینگل به انتشار درآمد.
برای چندین روز در ژانویه ۲۰۱۰، بیگ بنگ کنسرت بیگ شو ۲۰۱۰ را در استادیوم المپیک سئول برگزار کردند. یک ماه بعد نیز تور Electric Love خود را در ژاپن برگزار کردند. با اینکه هیچ آلبوم رسمی منتشر نکردند ولی در این سال سینگل‌هایی منتشر کردند مثل Lollipop pt2 که برای تبلیغ LG Cyon’s بود و در چارتها رتبهٔ اول را داشت و دیگری Tell Me Goodbye بود که برای پخش سریال Iris در ژاپن ضبط شد. این آهنگ به شدت مورد استقبال قرار گرفت و خیلی‌ها را مجبور به تحسین کرد و این محبوبیت باعث شد تا این آهنگ به عنوان بهترین آهنگ سال در ۵۲امین جشنوارهٔ Japan Record انتخاب شود. در همان موقع برای جام جهانی ۲۰۱۰، گروه آهنگ Shout Of The Reds را به همراه گروه راک Transfixion و اسکیتور روی یخ Kim Yuna منتشر کردند.
یشتر سال را، اعضا درگیر فعالیت‌های تکی خود بودند، از جمله آلبوم GD&TOP و مینی آلبوم سونگری به نام VVIP. بیگ بنگ همچنین چند جایزهٔ قابل توجه دیگری را هم برنده شدند، مانند جایزهٔ بهترین گروه ۵ نفره تازه‌وارد و بهترین هنرمند تازه‌وارد را از ۲۴امین جشنوارهٔ Gold Disk ژاپن کسب کنند
در آخر ماه می، گروه جایزهٔ بهترین موزیک ویدئوی پاپ و بهترین گروه تازه‌وارد را از جشنواره MTV Video Music 2010 ژاپن دریافت کردند. آن‌ها آخرین سینگل ژاپنی خود را با نام Beautiful Hangover در آگوست ۲۵ سال ۲۰۱۰ منتشر کردند.

## ۲۰۱۱: Tonightو MTV EMA
بعد از نزدیک به دو سال دوری به عنوان یک گروه، بیگ بنگ با کنسرت Big Show 2011 به کره بازگشت. آن‌ها همچنین مینی آلبوم Tonight خودشان را در این کنسرت به پیش نمایش گذاشتند؛ که بعد از انتشار، در صدر تمامی چارتهای کره قرار گرفت. این آلبوم همچنین اولین آلبوم از Kpop بود که در چارت آیتونز آمریکا جزو ۱۰ آلبوم برتر قرار می‌گرفت و تنها آلبوم غیر انگلیسی زبانی بود که در ۱۰۰ آهنگ برتر قرار داشت. تعداد پیش فروش آلبوم به ۱۰٬۰۰۰ نسخه در Cyworld رسید که رکوردگروه TVXQ را که در سال ۲۰۰۸ با ۶٬۵۰۰ پیش فروش داشتند، شکست.
علاوه بر رکوردی که در پیش فروش آلبوم به دست آورده بودند، بیگ بنگ توانست در تمامی چارت‌ها در رتبهٔ اول قرار بگیرد درست بعد از انتشار. در توضیح مسیرجدیدی که بیگ بنگ در آن قرار گرفته بود، مشخص شد که در طول دو سال دوری استایل موسیقی و حس‌های آن‌ها عمیق‌تر شده بود. هفت روز بعد از انتشار آلبوم، گزارش داده شد که بیگ بنگ تا همین‌جا ۶٫۲ میلیون دلار درآمد داشته‌اند. در طول مدت فقط یک هفته ۱۰۰٬۰۰۰ کپی از آلبوم فروخته شد و مقام اول را در چارت Gaon به دست آورد.
بعد از برنامه‌ها و اجراهاشون برای Tonight، بیگ بنگ نسخهٔ Special آلبوم را با دو آهنگ جدید Stupid Liar و Love Song به انتشار درآورد. موزیک ویدئوی Love Song در کمتر از ۲ روز دو میلیون بیننده داشت. گروه تور Love & Hope خودشان را در می همان سال برگزار کردند.
بیگ بنگ با ۵۸ میلیون رأی برندهٔ جایزهٔ MTV EMA سال ۲۰۱۱ برای Best Worldwide Act شد. همهٔ اعضا در برنامه برای دریافت جایزه حضور داشتند، و لحظهٔ فوق‌العاده خاطره انگیزی را برای طرفدارها رقم زدند زیرا اولین حضور عمومی ده سونگ و جی دراگون، بعد از تصادف ده سونگ و رسوایی مصرف مـ. ـاری جـ. ـوانـ. ـا توسط جی دراگون بود. در ۲۹ نوامبر نیز گروه جایزهٔ بهترین موزیک ویدئو را برای Love Song در جشنوارهٔ Mnet Asian Music دریافت کردند.
شرکت سرگرمی YG 15امین سالگرد خودش را با تور کنسرت خانوادهٔ وای جی جشن گرفت، که اولین نمایش آن‌ها در سوم دسامبر در سئول کره جنوبی بود. عضو گروه ده سونگ، اولین حضورش بر روی صحنه، بعد از حادثهٔ تصادفی که موجب کشته شدن یک موتور سوار شد، بود.
بیگ بنگ سومین آلبوم از بهترین آهنگ‌هاشون را با عنوان The Best Of Big Bang در ۱۴ام دسامبر منتشر کردند که در آن ورژن ژاپنی تمامی آهنگ‌هاشون از جمله Haru Haru بود. این آلبوم در رتبهٔ اول چارت Oricon قرار گرفت و در هفتهٔ اول بیش از ۱۴٬۰۰۰ نسخه از آن به فروش رسید و محبوبیت گروه را بیش از پیش آشکار ساخت. گزارش داده شده که بیگ بنگ درآمدی در حدود ۷۷٫۵ میلیون دلار در سال ۲۰۱۱ داشته‌است با اینکه فقط نیمهٔ اول سال را فعالیت داشتند. این درآمد شامل برنامهٔ بیگ بنگ در SBS، بیگ شو ۲۰۱۱ و تور Love & Hope آن‌ها در ژاپن نیز می‌شد.

## ۲۰۱۲ – ۲۰۱۳: Alive و اولین تور جهانی
در ۲۰ام ژانویهٔ ۲۰۱۲ شرکت YG شروع به انتشار تیزرهایی برای پنجمین مینی آلبوم گروه به نام Alive کرد، که در ۲۹ام فوریه، هم به صورت آنلاین و هم در بازار به فروش گذاشته شد. ۲۶۰٬۰۰۰ نسخه از این مینی آلبوم فقط در مدت دو هفته به فروش رسید. یکی از آهنگ‌های اصلی مینی آلبوم به نام Blue یک هفته قبل از انتشار آلبوم، منتشر شد که در تمامی چارت‌ها در رتبهٔ اول قرار گرفت. این مینی آلبوم یک موفقیت فوق‌العاده بود و در اولین ماه انتشارش ۲۰۰٬۰۰۰ نسخه از آن به فروش رسید.
در عرصهٔ بین‌المللی، بیگ بنگ ۵ رتبه را در بیلبورد kpop’s hot 100 به دست آورد و در بیلبورد ۲۰۰، در رتبهٔ ۱۵۰ قرار گرفت و آن‌ها اولین هنرمندی شدند که با آلبوم کره‌ای در این رتبه قرار گرفتند. محبوبیت آن‌ها همچنین باعث شد در بیلبوردSocial 50 در رتبهٔ ۲۴ قرار بگیرد. از وقتی که Alive منتشر شد، بیگ بنگ توسط سایت‌های بزرگی چون Time Magazine شناخته و مورد توجه قرار گرفت، همچنین عکس آن‌ها در صفحهٔ Grammy Awards قرار گرفت
انتشار آلبوم، هم‌زمان با کنسرت Big Show 2012 بود که در استادیوم پارک المپیک سئول از ۲ام تا ۴ام مارچ برگزار شد و ۴۰٬۰۰۰ طرفدار را به خود جذب کرد. این کنسرت شروع رسمی اولین تور جهانیشون به نام Big Bang Alive Garaxy Tour 2012 بود که توسط طراح رقص Laurieann Gibson رهبری شد و در ۲۱ شهر از ۱۳ کشور برگزار شد. فیلم کنسرت Big Show در ۱۶۰ کشور توسط MTV World Stage پخش شد.
در ۶ام مارچ ۲۰۱۲، موزیک ویدئوی آهنگ Fantastic Baby در یـ. ـوتـ. ـیـ. ـوب منتشر شد. تا الان این ویدئو با بیش از ۳۶۰ میلیون بازدید پر طرفدارترین ویدئوی آن‌ها بوده‌است.
ورژن ژاپنی Alive با دو آهنگ ژاپنی در ۲۰ام مارچ، هم به صورت آنلاین و هم در بازار برای فروش قرار گرفت که ورژن ژاپنی آهنگ پر طرفدار Haru Haru نیز به عنوان آهنگ Bonus نیز در آن قرار داشت. از این آلبوم در اولین روز انتشار ۲۳٬۰۰۰ نسخه به فروش رسید و در رتبهٔ دوم چارت‌های Oricon قرار گرفت. در اولین ماه نیز ۱۰۰٬۰۰۰ نسخه از آن به فروش رسید و توسط RIAJ رتبهٔ طلایی را از آن خودش کرد. اجراهای آن‌ها در ژاپن با اجرا در فستیوال Springroove در کنار هنرمندهای هیپ هاپ آمریکایی و ژاپنی آغاز شد. بیگ بنگ در کنار هم شرکتی خودشان ۲NE1 اولین هنرمندهای کره‌ای بودند که در این فستیوال دعوت می‌شدند.
در ادامهٔ موفقیت هاشون، بیگ بنگ در ۳ام جوئن ورژن Special مینی آلبوم Alive را با نام Still Alive منتشر کردند که شامل چهار آهنگ جدید می‌شد که آهنگ اصلی آن Monster نام داشت. از این آلبوم در اولین ماه انتشار بیش از ۱۰۰٬۰۰۰ نسخه به فروش رسید. همچنین، ورژن ژاپنی این آلبوم در ۲۰ام جوئن در ژاپن منتشر شد. موفقیت این ورژن آلبوم آن‌ها نیز باعث شد آن‌ها در چارت بیلبورد Social 50 در رتبهٔ ۱۱ قرار بگیرند و از نظر بین‌المللی بیش از پیش مطرح شوند.
در ماه‌های می و جوئن، گروه بیشتر متمرکز به تور جهانیشون در ژاپن شد، آن‌ها در شهرهای ناگویا، یوکوهاما، اوساکا، سایتاما و فوکوئوکا اجرا کردند. قسمت کوچکتری از تور جهانی آن‌ها از ژوئیه تا اوایل آگوست در چین ادامه پیدا کرد، که بیگ بنگ در شانگهای، گوانگژو و پکن کنسرت برگزار کردند. گروه از اواخر سپتامبر تا اکتبر را به جنوب شرقی آسیا رفتند و در سنگاپور، تایلند، اندونزی، تایوان، فیلیپین و مالزی نیز تور خودشان را ادامه دادند.
بعد از آن گروه در ابتدای نوامبر تور خودشان را در آمریکا آغاز کردند که به نیوجرسی و لس آنجلس در ایالت آمریکا و لیما، پرو نیز رفتند. بعد از چند اجرا در آمریکا، گروه به ژاپن، برای آخرین کنسرتشون برگشت؛ و در بزرگ‌ترین استادیوم‌های ژاپن از جمله Osaka Dome, Tokyo Dome و Fukuoka Dome نیز اجرا کردند. بیگ بنگ در هونگ کونگ و انگلستان در دسامبر ۲۰۱۲ نیز اجرا داشتند. یک روز برای انگلستان در نظر گرفته شده بود اما به دلیل استقبال بیش از حد انتظار، یک روز دیگر نیز ادامه پیدا کرد.
گروه تور خود را با کنسرت‌هایی در اوساکا در تاریخ ۱۲ام و ۱۳ام دسامبر و سه روز در استادیوم ژیمناستیک سئول در تاریخ ۲۵ام، ۲۶ام و ۲۷ام دسامبر سال ۲۰۱۳ به پایان رساندند.
در ۳۰ نوامبر سال ۲۰۱۲ بیگ بنگ سه جایزه را از ۱۴امین جشنواره موسیقی آسیا Mnet دریافت کرد از جمله بهترین گروه مرد و هنرمند سال. لیدر گروه جی دراگون نیز جایزهٔ بهترین خوانندهٔ مرد را نیز در همان جشنواره از آن خود کرد.
بیگ بنگ پس از ۳ سال وقفه در فعّالیّت‌های خود، در آوریل ۲۰۱۵ انتشار آلبوم استودیوئیِ «Made» را نوید داد. این آلبوم شامل چهار زیر مجموعهٔ «M, A, D» و «E» بود که در ماه‌های مه، ژوئن، ژوئیه و اوت منتشر شد. این آلبوم فقط در چین بالای ۳میلیون فروش کرد و رکورد پرفروش‌ترین هنرمند کره‌ای در خارج از کره شکست. مجموعهٔ موزیک‌ویدئوهای این آلبوم در کمتر از ۳ ماه، به بیش از ۲۰۰ میلیون بازدید در سایت یوتیوب دست یافت. ترانهٔ «بازنده» از همین آلبوم، در صدر جداول جای گرفت و رتبه یک بیلبورد را به خود اختصاص داد. موزیک‌ویدئوی این ترانه با بیش از ۵۰ میلیون بازدیدکننده در کمتر ۳ ماه، عنوان پربیننده‌ترین موزیک‌ویدئوی کی‌پاپ در سال ۲۰۱۵ را، از آنِ خود کرد. .
در یک نظر سنجی در کشور ژاپن آن‌ها با ۲میلیون رأی بیشترین درخاست را برای اجرای کنسرت داشتن همچنین در سایت QQچین که بزرگ‌ترین سایت موسیقی کشور چین می‌باشد آن‌ها ۱۲ میلیون دنبال‌کننده دارند که فاصله آن‌ها با گروه بعدی که ۳ میلیون دنبال‌کننده دارد ۹ میلیون می‌باشد.

## اعضا

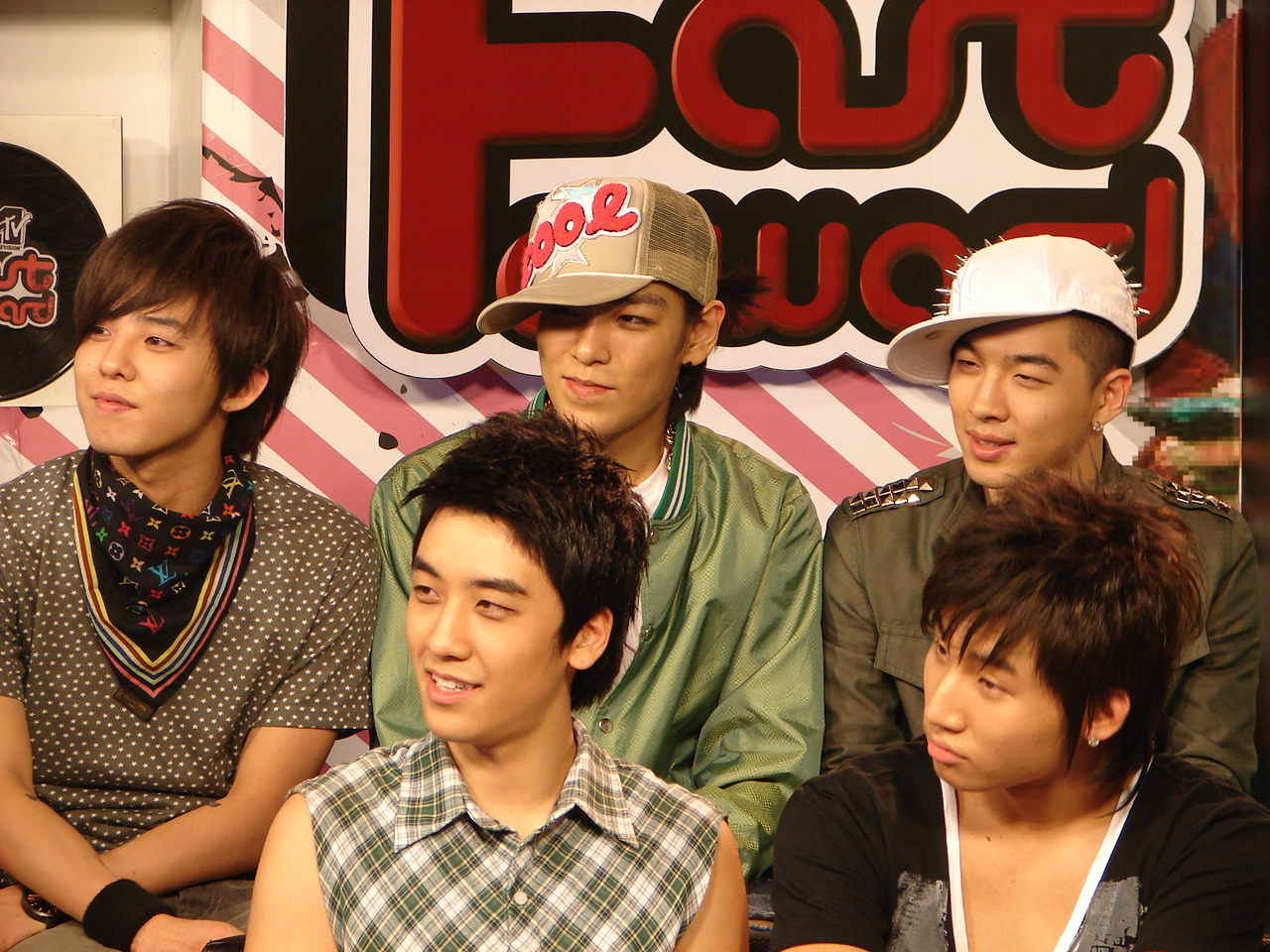
تایلند، دسامبر ۲۰۰۷

| عنوان هنری | عنوان هنری | نام اصلی      | نام اصلی | زادروز                  |
|            | ژاپنی      |               | هانگول   | زادروز                  |
| ---------- | ---------- | ------------- | -------- | ----------------------- |
| تی.اُ. پی   | TOP        | چوی سونگ-هیون | 최승현   | ۴ نوامبر ۱۹۸۷ ‏(۳۷ سال)  |
| ته‌یانگ     | SOL        | دونگ یونگ-به  | 동영배   | ۱۸ مهٔ ۱۹۸۸ ‏(۳۶ سال)     |
| جی دراگون  | GD         | کوان جی-یونگ  | 권지용   | ۱۸ اوت ۱۹۸۸ ‏(۳۶ سال)    |
| ده‌سونگ     | D-Lite     | کانگ ده-سونگ  | 강대성   | ۲۶ آوریل ۱۹۸۹ ‏(۳۵ سال)  |
| سونگ‌ری     | V.I.       | لی سونگ-هیون  | 이승현   | ۱۲ دسامبر ۱۹۹۰ ‏(۳۴ سال) |

## ترانه‌شناسی
| آلبوم‌های استودیوئی - پس از ۲۰۰۷ (۲۰۰۶) - بخاطر آور (۲۰۰۸) - ساخت (۲۰۱۵) آلبوم‌های چندآهنگه - همواره (۲۰۰۷) - موضوع داغ (۲۰۰۷) - برخیز (۲۰۰۸) - امشب (۲۰۱۱) - زنده (۲۰۱۲) نسخه‌های ویژه - امشب (۲۰۱۱) - هنوز زنده (۲۰۱۲) تک‌آهنگ‌ها - ما متعلّق به همیم (۲۰۰۶) - لا لا لا (۲۰۰۶) - بیگ‌بنگ ۰۳ (۲۰۰۶) - اِم (۲۰۱۵) - اِی (۲۰۱۵) - دی (۲۰۱۵) - ئی (۲۰۱۵) - طبیعت بی جان (۲۰۲۲) | آلبوم‌های استودیوئی - شماره ۱ (۲۰۰۸) - بیگ بنگ (۲۰۰۹) - بیگ بنگ ۲ (۲۰۱۱) - زنده (۲۰۱۲) نسخه‌های ویژه - هیولا (۲۰۱۲) آلبوم‌های چندآهنگه - برای جهان (۲۰۰۸) - با تو (۲۰۰۸) - کلکسیون خاطرات دُم(۲۰۱۲) تک‌آهنگ‌ها - بهشت من (۲۰۰۹) - گارا گارا گو! (۲۰۰۹) - بذار صداتو بشنوم (۲۰۰۹) - به من بگو بدرود (۲۰۱۰) - زیبای خمار (۲۰۱۰) | ته‌یانگ - داغ (۲۰۰۸) - خورشیدی (۲۰۱۰) - خیزش (۲۰۱۴) - شب سفید (۲۰۱۷) ده‌سونگ - اکتشاف (۲۰۱۳) - دوست نداشتن (۲۰۱۴) - لذت بسیار (۲۰۱۴) - روز د (۲۰۱۷) جی-دراگون - دل شکن (۲۰۰۹) - نوری بتابان (۲۰۱۰) - جی‌دی اند تاپ (۲۰۱۰) - بی نظیر (۲۰۱۲) - کودتا (۲۰۱۳) - کوان جی یونگ (۲۰۱۷) تی. اُ. پی - جی‌دی اند تاپ (۲۰۱۰) - با جی‌دی اند تاپ بازی کن (۲۰۱۱) سونگ‌ری - وی‌وی‌آی‌پی (۲۰۱۱) - بیا در مورد عشق حرف بزنیم (۲۰۱۳) - سونگری بزرگ (۲۰۱۸) |